# گیبونیان ۱۰۳۳۴
سیارک ۱۰۳۳۴ (به انگلیسی: 10334 Gibbon، نامگذاری:1991PG5) ده هزار و سیصد و سی و چهارمین سیارک کشف شده‌است که در ۳ اوت ۱۹۹۱ کشف شد.
قدر مطلق سیارک برابر ۲۰٫۴ است.